# 山崎 (佐倉市)
山崎（やまのさき）は、千葉県佐倉市の大字。郵便番号285-0011。

## 地理
北は下根、北東は岩名、東は宮前、南東は海隣寺町、南は田町、西は鹿島干拓に隣接している。

## 世帯数と人口
2017年（平成29年）10月31日現在の世帯数と人口は以下の通りである。
| 大字 | 世帯数  | 人口    |
| ---- | ------- | ------- |
| 山崎 | 682世帯 | 1,552人 |

## 小・中学校の学区
市立小・中学校に通う場合、学区は以下の通りとなる。
| 地域            | 小学校             | 中学校             |
| --------------- | ------------------ | ------------------ |
| 164～166の1     | 佐倉市立佐倉小学校 | 佐倉市立佐倉中学校 |
| 167             | 佐倉市立佐倉小学校 | 佐倉市立佐倉中学校 |
| 170の3          | 佐倉市立佐倉小学校 | 佐倉市立佐倉中学校 |
| 170の4          | 佐倉市立佐倉小学校 | 佐倉市立佐倉中学校 |
| 176～180の1     | 佐倉市立佐倉小学校 | 佐倉市立佐倉中学校 |
| 180の4          | 佐倉市立佐倉小学校 | 佐倉市立佐倉中学校 |
| 180の6～180の10 | 佐倉市立佐倉小学校 | 佐倉市立佐倉中学校 |
| 181～183の1     | 佐倉市立佐倉小学校 | 佐倉市立佐倉中学校 |
| 185の2          | 佐倉市立佐倉小学校 | 佐倉市立佐倉中学校 |
| 188の2          | 佐倉市立佐倉小学校 | 佐倉市立佐倉中学校 |
| 188の3          | 佐倉市立佐倉小学校 | 佐倉市立佐倉中学校 |
| 218             | 佐倉市立佐倉小学校 | 佐倉市立佐倉中学校 |
| 219             | 佐倉市立佐倉小学校 | 佐倉市立佐倉中学校 |
| 1～163          | 佐倉市立内郷小学校 | 佐倉市立佐倉中学校 |
| 166の2          | 佐倉市立内郷小学校 | 佐倉市立佐倉中学校 |
| 166の8          | 佐倉市立内郷小学校 | 佐倉市立佐倉中学校 |
| 169             | 佐倉市立内郷小学校 | 佐倉市立佐倉中学校 |
| 170の1          | 佐倉市立内郷小学校 | 佐倉市立佐倉中学校 |
| 171の1～171の4  | 佐倉市立内郷小学校 | 佐倉市立佐倉中学校 |
| 173             | 佐倉市立内郷小学校 | 佐倉市立佐倉中学校 |
| 180の11         | 佐倉市立内郷小学校 | 佐倉市立佐倉中学校 |
| 180の12         | 佐倉市立内郷小学校 | 佐倉市立佐倉中学校 |
| 183の2          | 佐倉市立内郷小学校 | 佐倉市立佐倉中学校 |
| 184             | 佐倉市立内郷小学校 | 佐倉市立佐倉中学校 |
| 185の1          | 佐倉市立内郷小学校 | 佐倉市立佐倉中学校 |
| 186～188の1     | 佐倉市立内郷小学校 | 佐倉市立佐倉中学校 |
| 189～217        | 佐倉市立内郷小学校 | 佐倉市立佐倉中学校 |
| 220～540        | 佐倉市立内郷小学校 | 佐倉市立佐倉中学校 |

## 施設
- 山崎公会堂
- 八幡神社
- 仙元神社
- 隆祥寺

## 交通

### 鉄道
地内に鉄道駅はない。栄町にある京成本線京成佐倉駅が利用できる。

### 道路
- 主要地方道
  - 千葉県道65号佐倉印西線